# Anthessius hawaiiensis
Anthessius hawaiiensis is een eenoogkreeftjessoort uit de familie van de Anthessiidae. De soort is voor het eerst wetenschappelijk beschreven in 1921 door Wilson C.B., en werd toen nog tot het geslacht Pseudomolgus gerekend. Later is dit geslacht samengevoegd met het geslacht Anthessius.